# Tarifit

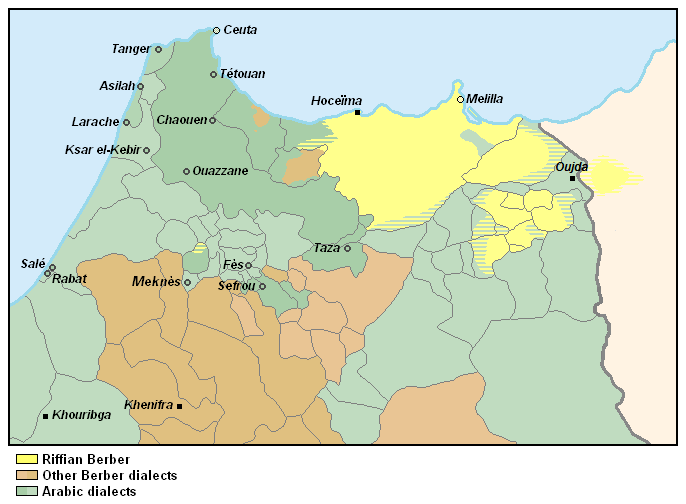

Tarifit (Eigenbezeichnung: ⵜⴰⵔⵉⴼⵉⵜ, Tmaziɣt oder Tamaziɣt n Arrif, arabisch لهجة تريفيت, DMG lahǧat tarīfīt, oder الأمازيغية الريفية, DMG al-ʾAmāzīġiya ar-rīfiya, spanisch Rifeño, französisch Rifain) ist eine hauptsächlich in Marokko gesprochene Berbersprache mit etwa 4,4 Millionen Sprechern (2016).
Das Hauptverbreitungsgebiet liegt mit etwa 4,24 Millionen Sprechern in Marokko, insbesondere in der Rif-Küstenregion. Mit Taschelhit und Zentralatlas-Tamazight ist Tarifit dort die wichtigste Berbersprache.
Tarifit wird linguistisch als eine Zenati-Sprache klassifiziert und teilt damit eine sprachliche Verwandtschaft zu der in der Sahara gesprochenen Berbersprache Mzab-Wargla und zur Berbersprache Siwi in West-Ägypten.
Es wird grob zwischen drei Sub-Dialekten unterschieden: dem westlichen Dialekt, der in und um Al Hoceïma gesprochen wird (von Rifkabylen Tarifit genannt), dem zentralen Dialekt in und um Nador (Taqer’iyt) und dem östlichen Dialekt zwischen Kariat Arekmane und Berkane (Takebdant und Dialekt des Stammes der Ait Iznassen).
Tarifit-Sprecher leben auch in westeuropäischen Staaten wie Deutschland, Frankreich, Spanien und den Benelux-Staaten (marokkanische Immigranten).